# Monti di Blond
I monti di Blond sono le prime colline pedemontane del Massiccio centrale a superare I 400 metri di altitudine, venendo dall'Atlantico a cavallo nei dipartimenti della Charente e della Alta Vienne. Prime vette venendo dall'ovest dopo il massiccio dell'Arbre, nella Charente, esse costituiscono la parte occidentale dei monti della Marche.

## Geografia

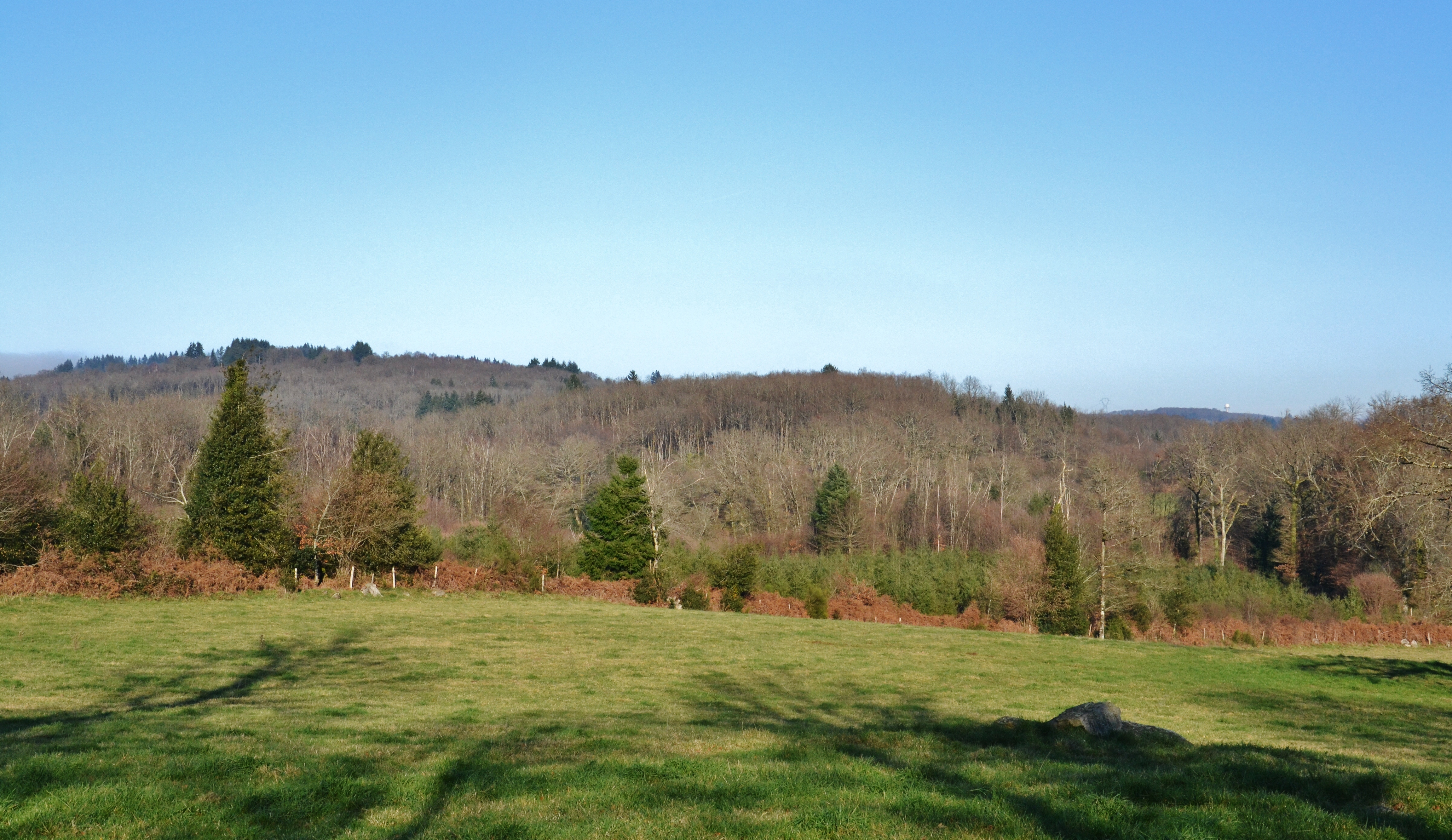
Vista del massiccio ad ovest. Si distingue in secondo piano a destra la torre (sfera bianca) che domani la località della Bachellerie ad una altitudine di 514 metri.

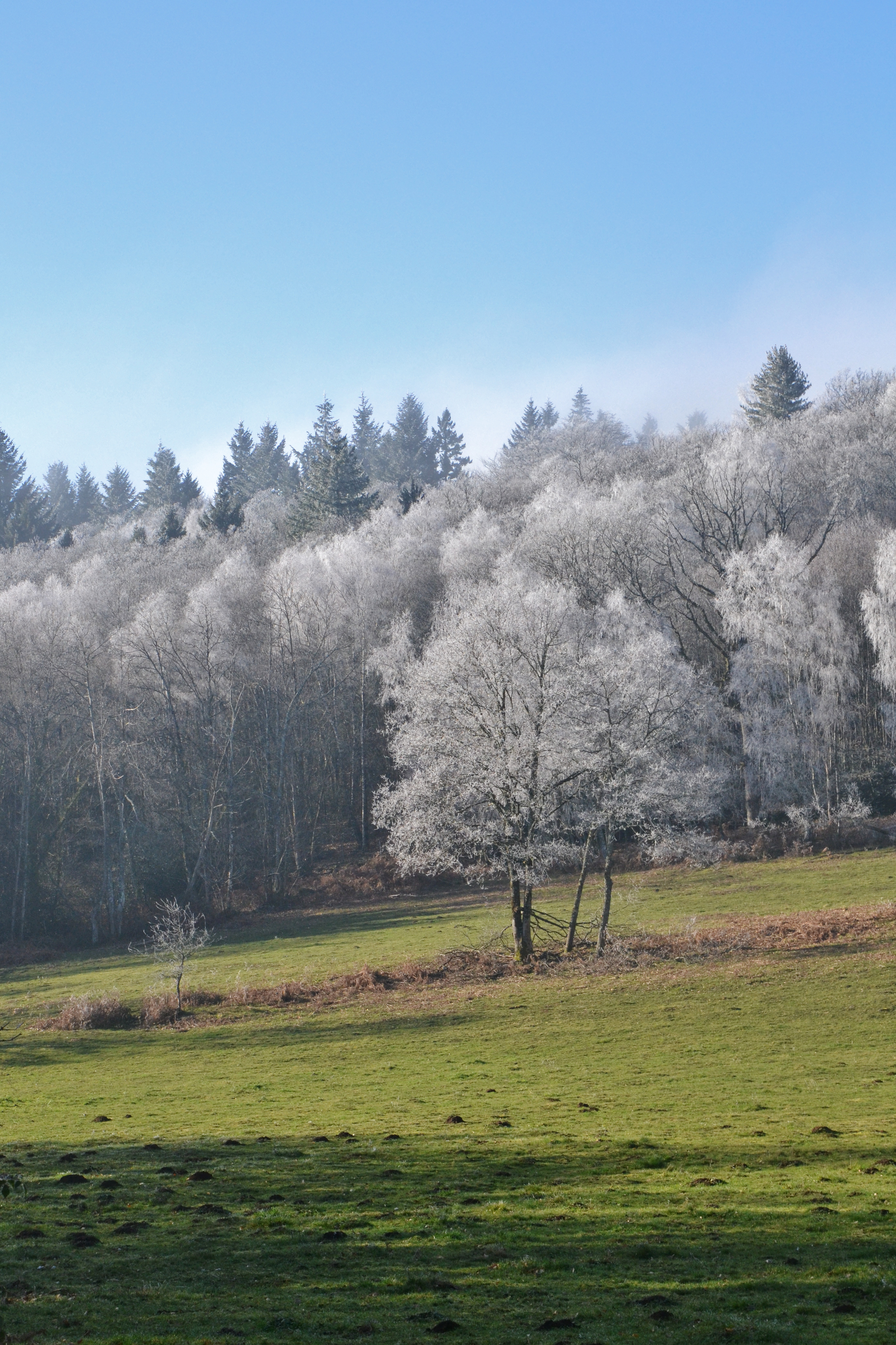
Paesaggio invernale vicino Vaulry.

È un piccolo territorio del dipartimento della Alta Vienne, che si estende per una quindicina di chilometri da est ad ovest e per circa sei chilometri da nord a sud, per una trentina di chilometri a nord-ovest di Limoges, ad ovest del dipartimento. Le colline pedemontane del massiccio si spingono sul dipartimento vicino alla Charente, principalmente sui comuni di Montrollet (Roccia dei volatili, 368 m) e Saint-Christophe (340 m). Il massiccio è più ripido ad est e a nord piuttosto che ad ovest. 
Il massiccio arriva fino a 514 metri in due punti: il primo, Les Marcoux, tra le località di Le Charlet e La Bétoulle, e il secondo Les Chapus, vicino al paesino di la Bachellerie, entrambi nel comune di Blond. Esso si trova a cavallo tra i comuni alto-viennesi di Blond, Bussière-Boffy, Montrol-Sénard, Mortemart, Cieux, Vaulry e Chamboret, e quelli nella Charente ovvero Montrollet e Saint-Christophe. 
Qui è presente la sorgente di diversi corsi d'acqua, tra i quali la Marchadaine e l'Issoire.
Il paesaggio è formato essenzialmente da boschi di latifoglie e da praterie che circondano i villaggi. I monti di Blond sono famosi per ospitare numerosi menhir e dolmens del Neolitico ma anche numerosi chaos granitiques. 
Queste pietre portano dei nomi suggestivi: «rocce delle fate», «fungo», «pietra traballante» di Boscartus, «pietra sacrificale» e altri ancora. Uno di questi chaos, i Rochers de Puychaud, porta una targa in memoria di Frédéric Mistral. Tuttavia questa targa non delimita, come vi è scritto, il confine tra lingua d'oc e lingua d'oïl che passa alcune decine di chilometri più a nord. 
I monti di Blond conservano qualche landa arida come nella collina di Frochet a Val d'Issoire e a Cieux, nonché alcuni terreni paludosi come la palude di Pioffret. Questi luoghi costituiscono dei ZNIEFF. L'insieme del massiccio forma un luogo naturale riservato per l'interesse paesaggistico dei villaggi e degli ecosistemi.